# Guerau d'Orlhac
|  | Per a altres significats, vegeu «Sant Guerau d'Orlhac». |

Guerau d'Orlhac, Guiral o Sant Grau (Castell de Sant Esteve, Orlhac, 855 o 856 - Postòmis (Roerga) o Sant Cirgues (Carcin), 909-918) va ser un noble occità, fundador de l'abadia de Sant Guerau d'Orlhac. És venerat com a sant per l'Església catòlica i l'Església Ortodoxa i va ser tingut com a model de cavaller cristià que renunciava als seus béns per la fe i la justícia.

## Orígens

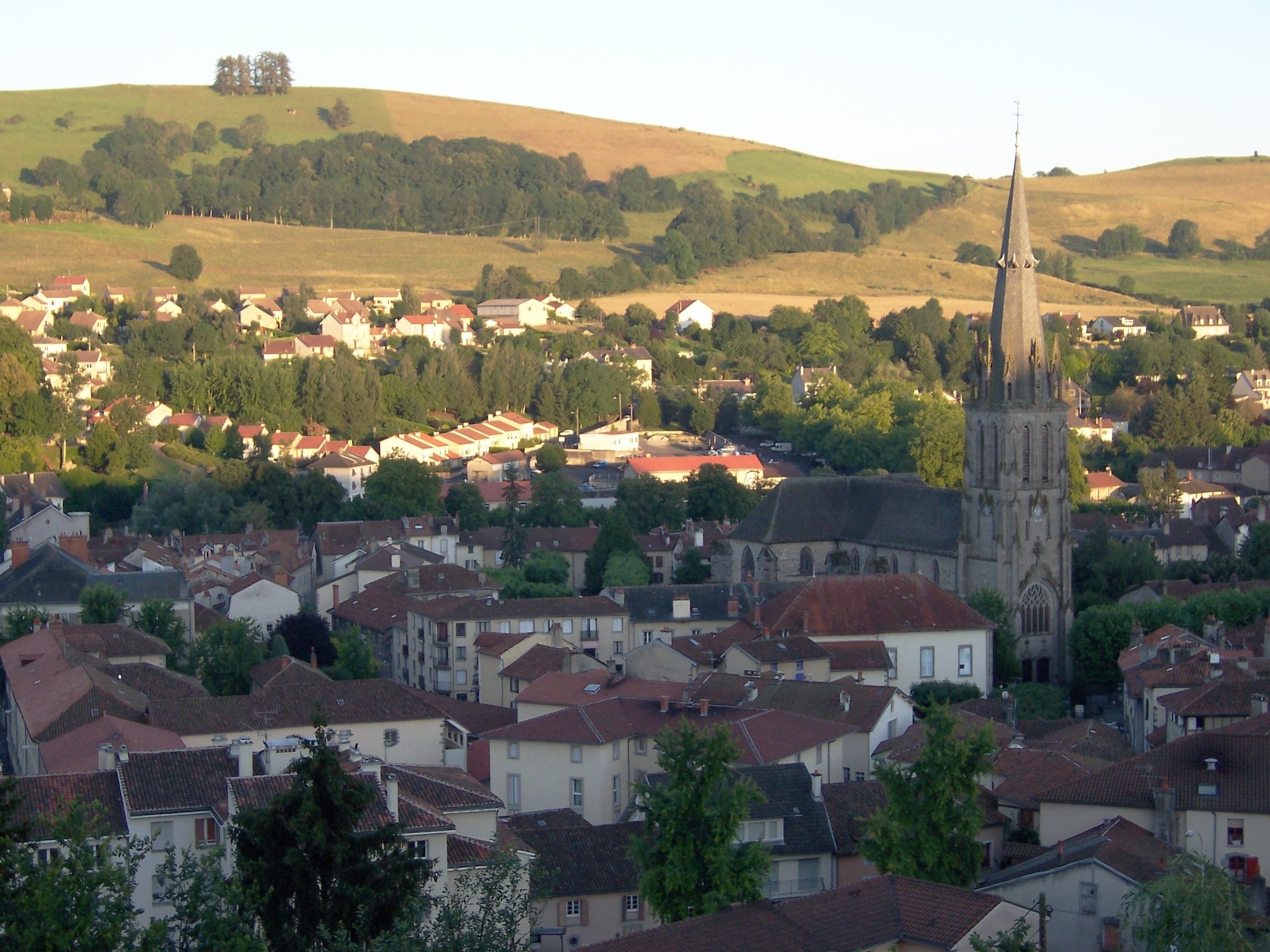
Orlhac, amb l'església de S. Guerau, antiga església abacial, on va ser enterrat el fundador

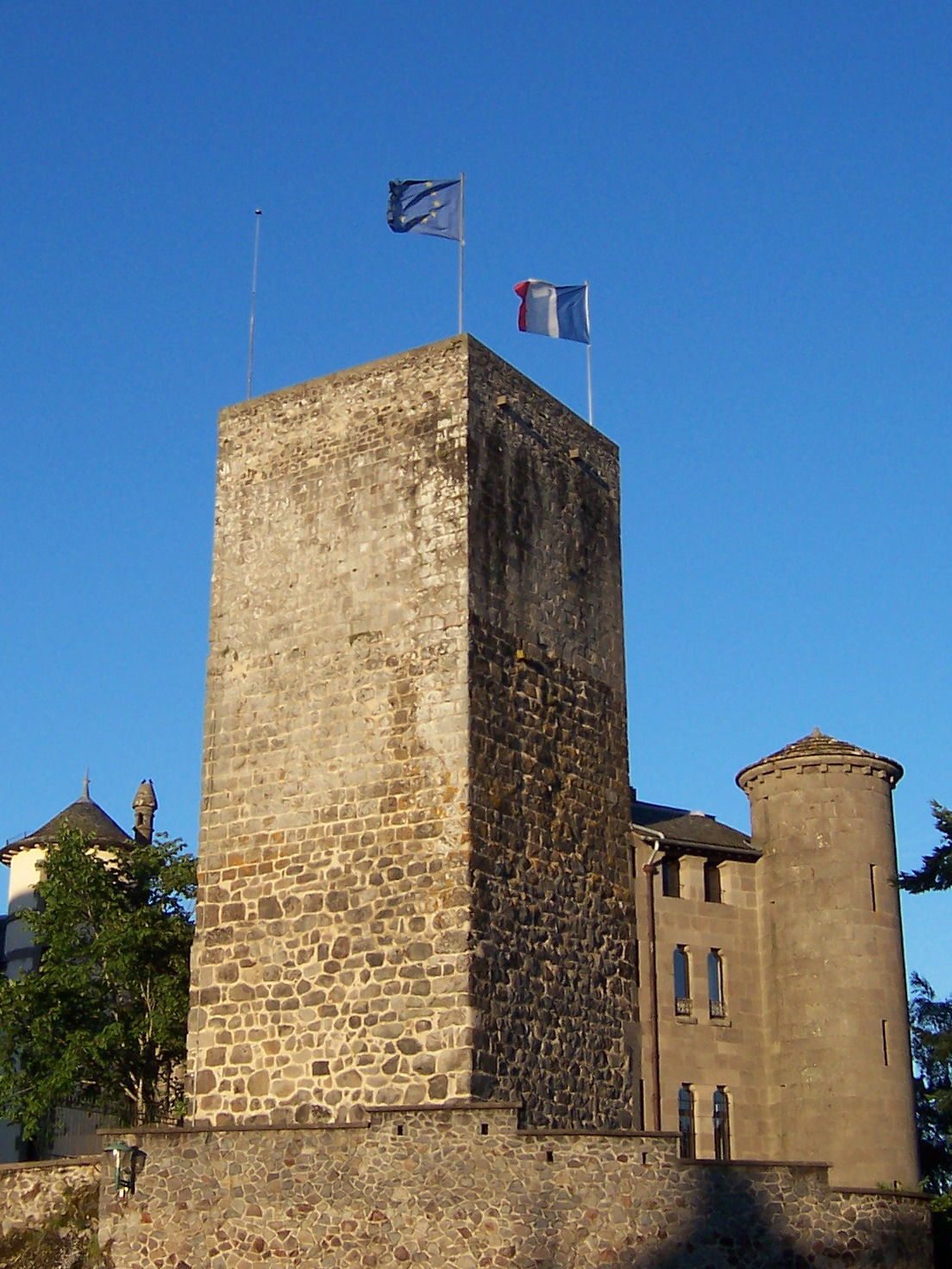
Castell d'Orlhac, on va néixer Guerau

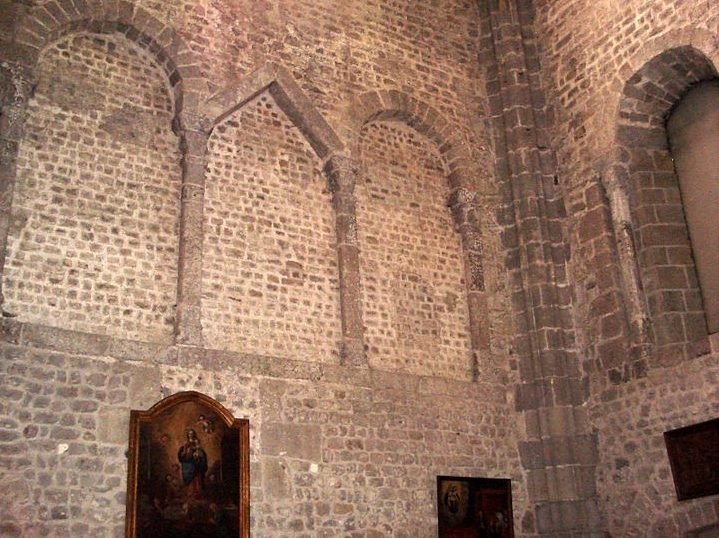
Interior de l'església d'Orlhac

Guiral va néixer l'any 856 era l'hereu del comte Guerau, senyor d'Orlhac d'origen merovingi, i d'Adeltruda, d'origen carolingi, i va rebre l'educació adequada per al càrrec: armes, cavalleria, caça, etc. De salut feble, també va aprendre gramàtica, cant, dret romà i Santes Escriptures, ja que la família era molt religiosa. Els eclesiàstics que freqüentaven el palau de la família se sorprenien dels coneixements que en tenia.
A la mort del seu pare, Guerau va esdevenir senyor d'un gran territori a la Roergue: se'n feu càrrec de la justícia, que no voler delegar, i va fer-se famós per exercir-la amb equitat. Va voler protegir els seus súbdits i es va posar al comandament de les tropes en la lluita contra els bandolers i les bandes armades que atacaven els pagesos.
Va voler fer-se religiós, però el bisbe de Cahors, Geusbert, el persuadí que no ho fes, ja que, atesa la seva posició social, podria fer més bé continuant com a senyor que no pas si es feia monjo. Va dur, però, una vida evangèlica i lliurada a la devoció: dedicava a la pregària diverses hores al dia, feia caritat, alliberava serfs i els donava terres i a les guerres intentava evitar la violència gratuïta. No va voler casar-se ni deixar el celibat, tot i que Guillem I d'Aquitània volia que esposés la seva filla.

## Fundació de l'abadia
Cap al 885 va fundar una abadia a Orlhac a la que va donar, en un testament de 898, tots els seus dominis. Va donar-li la regla de Sant Benet, segons la reforma de Benet d'Aniana. Va refusar l'oferta de protecció a l'abadia que va fer-li Guillem I d'Aquitània, ja que Guerau volia que l'abadia fos autònoma i no tingués vincles amb els senyors feudals ni eclesiàstics: per això la va posar sota la protecció directa del papa i del rei, que donaren a la fundació sengles diplomes d'immunitat. Per això, l'abat d'Orlhac portava mitra i bàcul i tenia el títol de comte.
Al final de la seva vida, Guerau es quedà cec. Va patir pels problemes en la construcció de l'edifici de l'abadia, que s'havia de reconstruir per defectes al primer edifici, i perquè els monjos que havia fet venir de Vabres no semblaven ben predisposats.

## Veneració
Enterrat a l'església de l'abadia, la seva tomba esdevingué lloc de pelegrinatge; fou canonitzat vox populi i declarat patró de l'Alta Alvèrnia. Vint anys més tard de la seva mort, Odó de Cluny, que va ser el tercer abat d'Orlhac, va escriure la seva biografia, convertint Guerau en un model de cavaller cristià.
La seva festivitat litúrgica és el 13 d'octubre.

## Tradició catalana de sant Guerau
Segons una tradició Sant Guerau visità Catalunya vestit de pelegrí. És per això que moltes vegades se'l representa seguint aquesta tradició. Llavors hi havia una pesta bovina però per allí on passava, els bous que estaven malalts eren guarits quan eren beneïts pel sant. També portava una ampolleta d'oli que no s'acabava mai: l'oli tenia efectes guaridors, com també els té l'oli de Sant Grau, que es beneeix el dia de la festivitat del sant a les esglésies on es venera.
A Catalunya, és venerat a Albons (festa petita del poble), l'Estela (al municipi de Cistella) i Tossa de Mar.
Diu la tradició, sense fonament històric, que sant Guerau va passar una temporada a Tossa de Mar, retirat a una cabana on feia penitència. La cabana fou convertida en ermita on es diu que hi ha una relíquia del sant i la gerra on el sant guardava l'aigua: cada 13 d'octubre es beneeix aigua i es reparteix entre els fidels.
A Cogolls té lloc l'aplec de Sant Grau cada segon diumenge d'octubre: s'hi fa l'ofici dedicat al sant, ballada de sardanes, venda de candeles i menjar popular. L'ermita era dedicada a sant Pelegrí, però el 1901 es va dedicar a Sant Guerau d'Orlhac en reconeixement de la seva intervenció en salvar de la pesta els caps de bestiar.
A l'Estela, lloc del terme de Cistella, hi ha una ermita amb una imatge del sant i s'hi fa una arrossada popular cada 13 d'octubre.
Algunes ermites dedicades a Sant Guerau d'Orlhac als Països Catalans són les de Sant Grau d'Albons, Caldes de Malavella, Cogolls, Sant Grau d'Ardenya (Tossa de Mar) o Sant Grau d'Entreperes.